# دهستان معزآباد
دهستان معزآباد یکی از دهستان‌های شهرستان خرامه در استان فارس ایران است. این دهستان در بخش مرکزی شهرستان خرامه قرار دارد و براساس سرشماری مرکز آمار ایران در سال ۱۳۹۰، جمعیت آن ۸۷۱۰ نفر (در ۲۴۰۶ خانوار) بوده‌است.